# 여호아하즈 (이스라엘 왕국)
여호아하즈(재위 기원전 819년 ~ 804년)는 분열 이스라엘 왕국의 11대 왕으로 큰 패악을 저질러
나라가 망하고 있었다.
전왕 예후의 아들로 왕위에 올라 하나님의 눈에 거슬리는 큰 패악을 저질렀다. 이로 인해 그의 재위기 동안 아람 왕 하자엘과 그의 아들 벤 하닷이 이스라엘을 침공했다. 이에 여호아하스 왕은 하나님에게 기도해 겨우 아람인들의 손에서 벗어날 수 있었다.
그러나 여전히 이스라엘 백성들은 여로보암 1세의 죄에서 돌아서지 않았고 사마리아의 아세라 목상도 그대로 서 있었다. 그리하여 다시 아람군이 침략해 결국 이스라엘군은 기마병 70명, 병거 10대, 보병 1만 명을 제외한 모든 군사가 전멸당했다.
| 전임 예후 | 북이스라엘의 왕 | 후임 요아스 |